# Otomys sloggetti
Otomys sloggetti is een knaagdier uit het geslacht Otomys dat voorkomt in de bergen van Oost-Kaap en het westen van KwaZoeloe-Natal in Zuid-Afrika en van Lesotho, boven 2000 m hoogte. Deze soort wordt beschouwd als een nauwe verwant van O. unisulcatus, maar spermatologische kenmerken en een fylogenetische studie van morfologische en biochemische kenmerken ondersteunen deze verwantschap niet.
Deze soort leeft in holen en bouwt grote gangensystemen. De jongen worden in de zomer, van oktober tot maart, geboren. Gemiddeld krijgen vrouwtjes 2,1 jongen per nest.
Otomys anchietae · Otomys angoniensis · Otomys auratus · Otomys barbouri · Otomys burtoni · Otomys cheesmani · Otomys cuanzensis · Otomys dartmouthi · Bergoorrat (Otomys denti) · Otomys dollmani · Otomys fortior · Otomys helleri · Moerasrat (Otomys irroratus) · Otomys jacksoni · Otomys karoensis · Otomys lacustris · Otomys laminatus · Otomys occidentalis · Otomys orestes · Otomys simiensis · Otomys sloggetti · Otomys sungae · Otomys thomasi · Otomys tropicalis · Otomys typus · Otomys unisulcatus · Otomys uzungwensis · Otomys willani · Otomys yaldeni · Otomys zinki